# Dragiša L. Jovović
Dragiša L. Jovović (Petrovići, Nikšić — 27. april 1951) je crnogorski književnik za djecu i odrasle.

## Biografija
Osnovnu školu je učio u Petrovićima, Nikšiću i Titogradu. Gimnaziju je završio u Titogradu. Studirao je u Titogradu, Beogradu i Sofiji gdje je završio studije.
Piše poeziju i prozu za djecu i odrasle, drame, aforizme, epigrame. Zastupljen je u "Istoriji crnogorske književnosti za đecu i omladinu", i leksikonu "Ko je ko u kulturi Crne Gore". Pjesme i priče su mu uvrštene u više antologija, školskih udžbenika i almanaha u zemlji i inostranstvu. Prevođen je na španski, makedonski, slovenački, esperanto, ruski, turski, ukrajinski, bugarski, rumunski, engleski, njemački, albanski, grčki i francuski jezik.
Knjige „Ples sa vjetrom” i „Kopač zlata” su u Sofiji prevedene na bugarski jezik. Knjiga „Kopač zlata” je takođe u Sofiji sa bugarskog prevedena na rumunski, španski, turski, ruski, engleski i grčki jezik. Na predlog Nacionalne biblioteke Bugarske prevodi na turski, grčki i španski jezik uvršteni su na listu UNESCO-index translationum.
Nacionalni literaturni muzej Bugarske organiovao je izložbu o Jovovićevom literarnom stvaralaštvu u Sofiji od 03.09-25.10.2003. godine. Na predstavljanju Jovovićevog književnog portreta u Sofiji 4. aprila 2007. godine govorio je i Dr Željo Želev bivši predsjednik Bugarske.
Jovovićevo literarno stvaralaštvo predstavljeno je u Frankfurtu na Majni, Beču, Budimpešti, Temišvaru, Bukureštu, Istambulu, Solunu, Velikom Trnovu, Gabrovu, Dimitrovgradu, Sofiji, Šumenu, Perniku, Kubratu, Elin-Pelinu, Tuzli, Beogradu, Novom Sadu, Kruševcu, Bajinoj Bašti, Lovćencu kao i u mnogim gradovima u Crnoj Gori. Bio je član redakcija i izdavačkih savjeta u nekoliko listova, a neke je i uređivao. Bavi se prevođenjem sa bugarskog i ruskog jezika. Jedan je od osnivača Udruženja crnogorskih pisaca za djecu i mlade i Udruženja književnih prevodilaca Crne Gore. Bio je dugogodišnji sekretar oba Udruženja. Bavio se sportom i bio sportski radnik zašto je dobio više značajnih priznanja.

### Djela
- „Da se pitam” (Podgorica, 1993)[3]
- „Koncert na obali” (Podgorica, 1995)[4]
- „Zavrzlamke” (Podgorica, 1997)[5]
- „Kopač zlata” (Beograd, 1998)[6]
- „Prokleto žensko” (Beograd, 1998)[7]
- „Između redova”(Podgorica, 2000)[8]
- „Ples sa vjetrom” (Podgorica, 2001)[9]
- „Nemoj nam nos okinut” (Podgorica, 2003)[10]
- „Sunčeve pregršti” (Podgorica, 2004)[11]
- „Mali lovac” (Podgorica, 2006)[12]
- „Jedra malog mornara” (Podgorica, 2008)[13]
- „Pećina duhova” (Podgorica, 2011)[14]
- „Poetska bašta” (Podgorica, 2016)[15]
- „U đedovom krilu” (Podgorica, 2017)[16]
- "Priče" - izbor (Podgorica, 2021)[17]
- "Mjesečev fenjer" (Podgorica, 2021)[18]
- "Mali korifej" (Podgorica, 2023)[19]

- „Kopač't na zlato” (Veliko Trnovo, 2002)[20]
- „Танц с вятъра” (Sofija, 2003)[21]
- „Sǎpǎtorul de aur” (Sofija, 2004)[22]
- „El cavador de oro” (Sofija, 2005)[23]
- „O chrysothepas” (Sofija, 2005)[24]
- „Zaboîščik zolota” (Sofija, 2005)[25]
- „Altin kazan adam” (Sofija, 2005)[26]
- „The gold miner” (Sofija, 2005)[27]

### Nagrade i priznanja
- Nagrada Udruženja crnogorskih pisaca za djecu i mlade za najbolju knjigu objavljenu u 1995. godini
- Priznanje Savjeta Dječjeg saveza opštine Čukarica — Beograd za uspješno afirmisanje dječje književnosti (1998)
- Priznanje na književnom konkursu Udruženja pisaca 7 iz Frankfurta na Majni za najbolju pjesmu u 1998. godini
- Priznanje na književnom konkursu Udruženja pisaca 7 iz Frankfurta na Majni za izuzetan doprinos u razvoju književnosti za djecu u zemlji i dijaspori (1999)
- Priznanje književno-izdavačke zadruge „Knjigoteka” Beograd za unapređenje književnosti za djecu (1999)
- Priznanje Nacionalnog literaturnog muzeja Bugarske za uspješnu saradnju (2003)
- Nagrada „19 decembar” u Podgorici za 2004. godinu kao izraz priznanja za izuzetan uspjeh u stvaralaštvu u oblasti književnosti
- Plaketa „Mali princ” u Tuzli za doprinos manifestaciji „Vezeni most” (2005)
- Nagrada za najbolje promotivno veče na „Barskom ljetopisu” (2005)
- Nagrada i Povelja za ukupno književno stvaralaštvo (2008)
- Nagrada i Povelja „Krilata Seošnica” (2009)
- Priznanje za cjelokupan doprinos razvoju kulture i umjetnosti — Latinoameričke konfederacije Svjetskih pisaca i umjetnika (Argentina i Kostarika) (La Rioja Argentina 30. maj 2018)
- Priznanje za saradnju i duhovnu solidarnost među svim ljudima svijeta (Čile 2018)
- Priznanje „Barjaktar svjetske unije pjesnika” — Svjetske unije pjesnika (Unione mondiale dei poeti) i Svjetskog književnog pokreta za mir i toleranciju čiji je predsjednik Silvano Bortolaci, svojevremeno jedan od predloženih kandidata za Nobelovu nagradu za književnost (Italija 2018)
- Više nagrada na anonimnim konkursima.

### Sportska biografija
Dragiša L. Jovović je bio aktivan član karate kluba „Student” iz Podgorice od 1967—1971. godine. Bio je sekretar i potpredsjednik ŽKK „Budućnost” (prva savezna liga SFRJ), tehnički direktor i potpredsjednik ŽKK „Mladost” (prva B savezna liga SFRJ i SRJ), koji se kasnije fuzionisao sa ŽKK „Budućnost”, Predsjednik Saveza sportske rekreacije Podgorice, Predsjednik Kuglaškog kluba „Željezničar” (prva savezna liga), član Predsjedništva Kuglaškog saveza Crne Gore, član Skupštine Atletskog kluba „Budućnost”, član Direkcije Podgoričkog maratona, Predsjednik Nadzornog odbora Trkačkog kluba „Podgorički maraton”, Savezni atletski sudija.
Dobitnik je više priznanja među kojima: Plakete za poseban doprinos u razvoju atletskog sporta u Podgorici, povodom 50 godina postojanja AK „Budućnost” 1997. godine, Priznanja i Plakete za izuzetan doprinos u organizovanju Podgoričkog maratona u proteklih 20 godina (1994—2013), kao i više zahvalnica i diploma za doprinos u razvoju atletskog, košarkaškog, kuglaškog i karate sporta u Crnoj Gori. Zastupljen je u monografiji "Ko je ko u crnogorskom sportu".

## Spoljašnje veze
- „F HAIKU: Jovović”. Blog BELEG. Архивирано из оригинала 11. 07. 2013. г. Приступљено 15. 01. 2013.
- „Poetski čas dječijeg pisca Dragiše L. Jovovića”. Butua. Архивирано из оригинала 19. 09. 2014. г. Приступљено 25. 4. 2014.
- „Čas satkan od stihova”. Dnevni list POBJEDA. Архивирано из оригинала 24. 10. 2014. г. Приступљено 23. 10. 2014.
- „Kad riječi dobiju krila”. Dnevne novine DAN. Архивирано из оригинала 02. 04. 2015. г. Приступљено 23. 10. 2014.
- „Dan Poezije”. Portal CDM. Архивирано из оригинала 02. 04. 2015. г. Приступљено 19. 03. 2015.
- „Skup o savremenoj crnogorskoj književnosti za djecu i omladinu u Bijelom Polju”. Portal Kodex.me. Архивирано из оригинала 31. 05. 2015. г. Приступљено 29. 05. 2015.
- „Lingua Montenegrina, 191. strana” (PDF). Fakultet za crnogorski jezik i književnost. 2015. Архивирано из оригинала (PDF) 05. 03. 2016. г. Приступљено 07. 06. 2015.
- „Ugostili Dragišu L. Jovovića”. Dnevne novine DAN. Архивирано из оригинала 11. 10. 2016. г. Приступљено 08. 10. 2016.
- „Poetska bašta”. Zavod za udžbenike i nastavna sredstva Podgorica. Архивирано из оригинала 26. 03. 2017. г. Приступљено 10. 03. 2017.
- „Predstavljanje zbirke poezije "Poetska bašta"”. Portal MONTENEGRINA - kulturna kapija Crne Gore. Архивирано из оригинала 27. 11. 2018. г. Приступљено 23. 11. 2016.
- „Samo iskreno sa najmlađima”. Dnevne novine DAN. Архивирано из оригинала 11. 07. 2013. г. Приступљено 19. 12. 2016.
- „Obilježen međunarodni dan dječje knjige NVU "Djeca Tivta"”. Djeca Tivta. Приступљено 30. 03. 2017.[мртва веза]
- „Sa pjesnikom u svijet knjige”. Radio Tivat. Приступљено 30. 03. 2017.[мртва веза]
- „Art magazin”. RTCG. Архивирано из оригинала 12. 10. 2018. г. Приступљено 06. 10. 2018.